# Мальйоло
Мальйоло (італ. Magliolo, ліг. Majeu) — муніципалітет в Італії, у регіоні Лігурія, провінція Савона.
Мальйоло розташоване на відстані близько 430 км на північний захід від Рима, 60 км на південний захід від Генуї, 22 км на південний захід від Савони.
Населення — 986 осіб (2014).

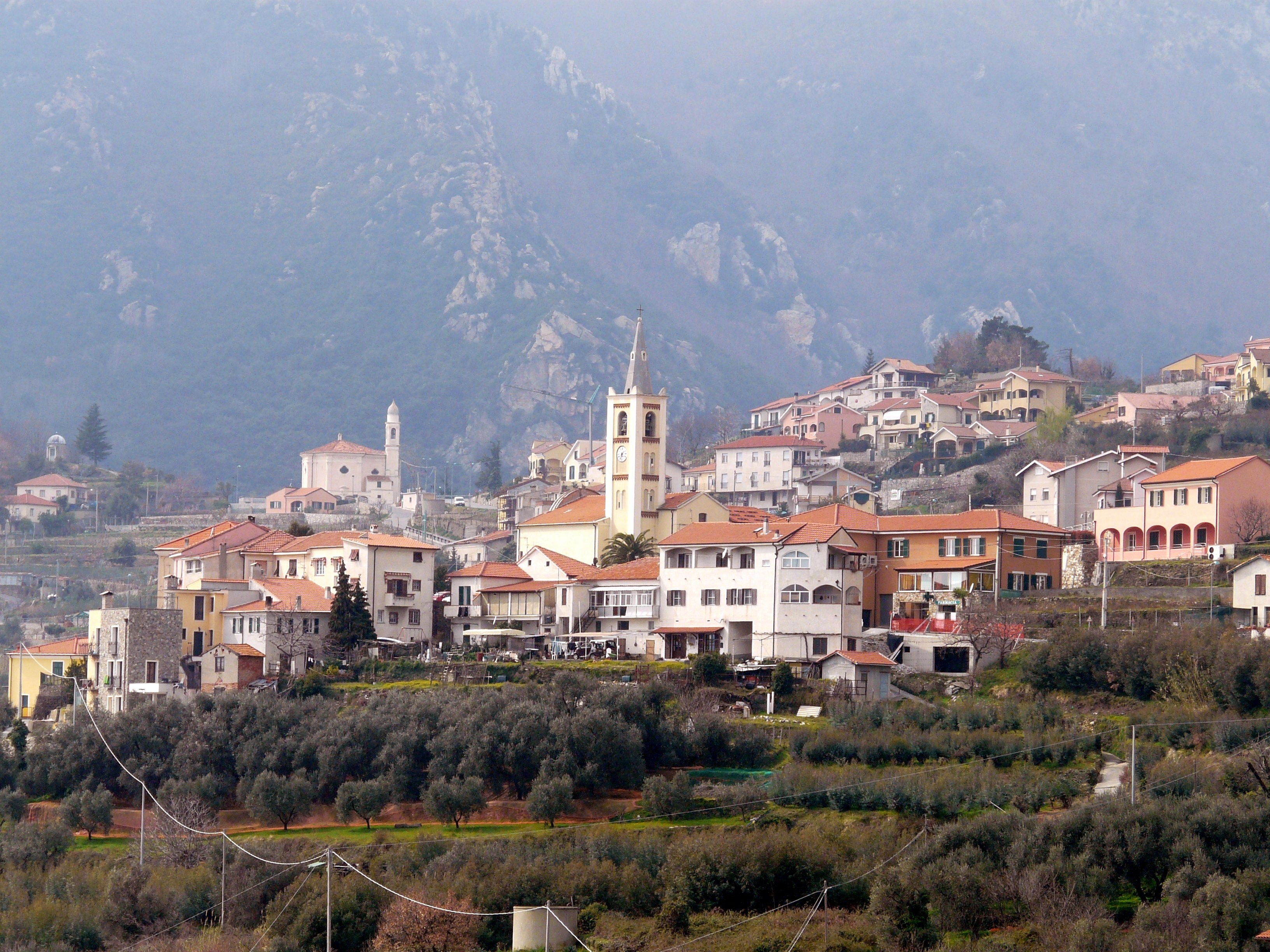

Щорічний фестиваль відбувається 27 вересня. Покровитель — Santi Cosma e Damiano.

## Демографія
Населення за роками:

Станом на 1 січня 2023 року в муніципалітеті офіційно проживав 41 іноземець з 15 країн, серед них 16 громадян країн Євросоюзу.

## Сусідні муніципалітети
- Бардінето
- Каліццано
- Джустеніче
- Ріальто
- Тово-Сан-Джакомо